# Inquinamento fotochimico

Eutrofizzazione

L'inquinamento fotochimico (o smog fotochimico) è un particolare tipo di inquinamento atmosferico che si viene a creare in giornate caratterizzate da condizioni meteorologiche di stabilità e di forte insolazione.
Gli ossidi di azoto e i composti organici volatili, emessi nell'atmosfera da molti processi naturali a lungo termine, vanno incontro ad un complesso sistema di reazioni fotochimiche indotte dalla luce ultravioletta presente nei raggi del sole; il tutto porta alla formazione di ozono, perossiacetilnitrato (PAN), perossibenzoil nitrato (PBN) e centinaia di altre sostanze a basse concentrazioni.
Tali inquinanti secondari vengono indicati col nome collettivo di smog fotochimico perché sono generati da reazioni chimiche catalizzate dalla luce.
Questo particolare smog si può  facilmente individuare per il suo caratteristico colore che va dal giallo-arancio al marroncino, colorazione dovuta alla presenza nell'aria di grandi quantità di ossidi di azoto.
I composti che costituiscono lo smog fotochimico sono sostanze tossiche per gli esseri umani, per gli animali ed anche per i vegetali; inoltre sono in grado di degradare molti materiali diversi per il loro forte potere ossidante.
Lo smog fotochimico è anche causato dagli inquinanti monitorati come per esempio ozono e ossidi d'azoto.

## Condizioni ambientali che determinano lo smog fotochimico
Lo sviluppo dello smog fotochimico è principalmente legato alla presenza di particolari condizioni meteorologiche e all’abbondanza di ossidi di azoto e di composti organici volatili nell’aria. In effetti perché si manifesti questo fenomeno devono verificarsi delle precise condizioni ambientali. Se questi requisiti persistono, allora si realizza il gran numero di reazioni chimiche che comporta la formazione dello smog fotochimico. Queste condizioni comprendono: 
- la presenza della luce solare (che funge da catalizzatore);

- una temperatura di almeno 18 °C, necessaria perché molte delle reazioni del processo di formazione dello smog fotochimico richiedono specifiche energie di attivazione (garantite dalla temperatura relativamente alta);

- la presenza di composti organici volatili (VOC);

- la presenza di ossidi di azoto.

I VOC costituiscono un gruppo di composti organici che evaporano rapidamente all’aria alle normali condizioni di pressione e temperatura. Questo gruppo comprende sostanze come il benzene, l’etanolo ed il tricloroetano e miscele come la benzina e la trementina. La loro presenza nell’aria è dovuta principalmente alla combustione incompleta dei combustibili fossili, all’evaporazione di solventi e di carburanti ed alla combustione del materiale vegetale. I VOC vengono anche prodotti in seguito alla volatilizzazione di composti organici naturali come i terpeni (gli eucaliptus, ad esempio, ne rilasciano una quantità significativa).
Gli ossidi di azoto vengono emessi principalmente nel corso dei processi di combustione, con le emissioni degli autoveicoli che utilizzano i combustibili fossili (sia benzina che gasolio), con la combustione di legna e gas in stufe e cucine e con l’incenerimento dei rifiuti. Una parte significativa di NOx deriva anche dagli incendi boschivi, dall’azione dei fulmini e dai vari processi microbiologici.
In ogni caso, le emissioni naturali di VOC e di NOx sono in genere diffuse in zone estese, tanto che i danni provocati da questi inquinanti risultano secondari. Al contrario le emissioni prodotte dall’uomo sono concentrate in aree ben definite. Gli ossidi di azoto ed i composti organici volatili sono infatti fra i componenti principali delle emissioni nelle aree urbane e le città poste nelle aree geografiche caratterizzate da radiazione solare intensa e temperatura elevata (ad es. quelle dell’area del Mediterraneo) costituiscono le candidate ideali allo sviluppo di episodi di inquinamento fotochimico acuto, soprattutto in estate, nelle ore centrali della giornata, in presenza di alta insolazione e bassa velocità del vento.